# Grudź
Grudź – wieś w Polsce położona w województwie lubelskim, w powiecie łukowskim, w gminie Wola Mysłowska. Przez wieś przepływa Wilkojadka, niewielka rzeka dorzecza Wisły.
| SIMC    | Nazwa    | Rodzaj     |
| ------- | -------- | ---------- |
| 0695806 | Rytowoda | przysiółek |

W latach 1975–1998 miejscowość administracyjnie należała do województwa siedleckiego.
Wieś stanowi sołectwo w gminie Wola Mysłowska. Według Narodowego Spisu Powszechnego z roku 2011 wieś liczyła 411 mieszkańców.
Wierni Kościoła rzymskokatolickiego należą do parafii św. Antoniego Padewskiego w Wandowie.